# Brent Kinsman
Pour les articles homonymes, voir Kinsman.
Brent Kinsman (né le 13 novembre 1997) est un acteur américain qui a souvent joué avec son frère jumeau Shane.
Il a tenu le rôle de Nigel Baker en 2003 dans le film Treize à la douzaine et en 2005 dans le film Treize à la douzaine 2.
Il a tenu le rôle de Preston Scavo dans la série populaire, sur ABC télévision, Desperate Housewives durant 4 ans. Il fut ensuite remplacé par Max Carver.

## Filmographie
- 2003 : Treize à la douzaine : Nigel Baker
- 2004 : The Wayne Brady Show (1 épisode)
- 2004-2008 : Desperate Housewives : Preston Scavo
- 2005 : The Tonight Show with Jay Leno (1 épisode)
- 2005 : Treize à la douzaine 2 : Nigel Baker
- 2008 : Urgences : Curly Weddington